# Красни Бор (Тосненски район)
Красни Бор (на руски: Красный Бор) е селище от градски тип в Русия, разположено в Тосненски район, Ленинградска област. Населението му към 1 януари 2018 година е 5155 души.